# 고토 후미오 (메이지 시대)
고토 후미오(일본어: 後藤文夫, 1884년 3월 7일 ~ 1980년 5월 13일)는 다이쇼·쇼와기의 관료이자 정치가로, 오이타현 출신이다. "천황폐하의 경찰관(天皇陛下の警察官)"을 자칭한 신관료(新官僚)의 대표라고 볼 수 있다. 자식으로는 법무대신을 지낸 마사오가 있다.

## 약력
| 서력                    | 일본의 연호           | 내용 |
| ----------------------- | --------------------- | --- |
| 1908년 7월              | 메이지 41년           | 도쿄제국대학 법과대학 정치학과 졸업 |
| 1908년 12월             | 메이지 41년           | 내무성 관료가 됨 |
| 1922년 6월              | 다이쇼 11년           | 내무성 경보국장(警保局長) |
| 1924년 9월              | 다이쇼 13년           | 대만총독부 총무장관 |
| 1928년                  | 쇼와 3년              | 대중불경사건(台中不敬事件)으로 총무장관 사임 |
| 1930년 12월             | 쇼와 5년              | 귀족원 칙임의원(勅任議員) |
| 1932년 1월              | 쇼와 7년              | 국유회(國維會)를 고노에 후미마로 등과 함께 발기, 이사가 됨 |
| 1932년 5월 ~ 1934년 7월 | 쇼와 7년 ~ 쇼와 9년   | 사이토 내각의 농림대신 |
| 1934년 7월 ~ 1936년 3월 | 쇼와 9년 ~ 쇼와 11년  | 오카다 내각의 내무대신 |
| 1936년 2월              | 쇼와 11년             | 2·26 사건으로 내무대신 관저를 습격당하지만 외출 중이어서 무사 오카다 게이스케 총리의 소식이 불명확했기 때문에 이틀 간 내각 총리대신 임시대리를 맡음(총리는 생존) |
| 1941년 8월              | 쇼와 16년             | 대정익찬회 중앙협력회 의장 |
| 1942년 6월              | 쇼와 17년             | 대정익찬회 사무총장 |
| 1943년 4월              | 쇼와 18년             | 대정익찬회 부총재 |
| 1943년 5월 ~ 1944년 7월 | 쇼와 18년 ~ 쇼와 19년 | 도죠 내각의 국무대신 |
| 1945년 12월             | 쇼와 20년             | A급 전범으로 지명되어 스가모 구치소에 구치 |
| 1948년 12월             | 쇼와 23년             | 불기소로 석방 |
| 1953년 4월 ~ 1959년 6월 | 쇼와 28년 ~ 쇼와 34년 | 참의원 의원(오이타 지방구大分地方区, 료쿠후카이緑風会) |
| 1980년 5월 13일         | 쇼와 55년             | 사망. 향년 97세(만96세). |

## 참고 문헌
- 内政史研究会 <後藤文夫氏談話速記録> 1968年7月11日 <内政史研究資料> 4号

| 전임 야마모토 데이지로 | 농림대신 1932년 ~ 1934년 | 후임 야마자키 다쓰노스케 |

| 전임 야마모토 다쓰오 | 제53대 내무대신 1934년 ~ 1936년 | 후임 우시오 시게노스케 |